# Google轟炸
Google轟炸（英語：Googlebomb, Googlebombing，或译Google炸弹）是一種試圖影響特定站點在Google中查詢結果排序的做法。藉由Google的特定算法，一個被很多相同關键字連結到的網站將在Google中得到一個高的PageRank。「Google轟炸」既是動詞也是名詞。

## 背景
恶意地、不诚地修改页面以提升某个页面在搜索引擎的搜索结果，使其尽可能位于搜索结果的较靠前的位置，或者影响页面实际的分类。
例如，如果用户注册一些域名，并且让所有链接都链接到一个有“... is a living legend”文字的站点。这样当用Google搜索“living legend”的时候，目标站点排名就会提高，即使此站点并不含那个关键字。普遍的方法是通过博客，虽然这链接可能很快就会从主页面上消失，但这会给被作用的站点的排名在短时间内起到极其显著的影响。试验表明，不需要利用大量网站就能实现Google轰炸。这一结果已经通过数量不多的专用博客实现。
然而上述方法并不是万试万灵。例如，即使再多的类似博客轰炸Google，当搜索例如“书籍”这类关键词的时候，返回的还是像Amazon这样的网站。事实上，Google轰炸只适用于一些相对非竞争性术语，特别是没有明显的正确答案的搜索。
这个技术是2001年4月6日由Adam Mathes在其一篇论文中首先提出的。在该论文中他使用了「Google轟炸」（原文为 Google bombing）一词，并且阐述了他怎样发现Google计算页面排名的技术。他发现当Google搜索“internet rockstar”返回第一个结果的是Ben Brown的页面，但是在整个站点并没有要搜索的关键字。他详细的阐述了Google的算法返回第一条结果，是由于很多Ben Brown的Fans都在自己的站点引用Ben Brown的站点。
Mathes开始测试他的理论，企图将好友Andy Pressman的网站变为“无能的破解”（原文talentless hack）这一关键字送回的第一个搜索结果。他呼吁网友把"talentless hack"链接到Pressman的站点。不少网志用户响应，不久Pressman的网站成为Google搜索"talentless hack"得到的第一个结果。（讽刺的是在2004年，Mathes自己的网站正是这个詞的第一个搜索结果。）
然而，第一次有傳媒報道「Google轟炸」却是在1999年，有人偶然地發現當用户查询“more evil than Satan”（比撒但还邪恶） （页面存档备份，存于）时，返回的是微软公司主页。现时送回的结果是有關这新聞的報道。
讽刺的是，「Google轟炸」往往在出名后消失，因為事件被网上傳媒廣泛報道，令炸彈本身的位置下降，故有評論指Google轰炸不足為懼。
另外，「Google轟炸」应叫做「链接炸弹」才更貼切，因為手法不單對Google有影響，對其他使用链接分析的搜尋引擎也有影響。
"miserable failure（可怜的失败）"一詞於2005年6月1日，在Google，Yahoo和MSN排名第一的搜尋結果是乔治·W·布什的簡歷，Ask Jeeves則佔第二位。2005年6月2日Yooter报告提到，乔治·W·布什是Google和Yahoo关键字“失败”和“可怜的失败”的搜索结果。2005年9月16日Marissa Mayer在Google Blog论述了关于Google轰炸和“failure”。
2002年，BBC在Google轰炸报道中使用了“Google结果被链接炸弹击中”作标题，某种程度上肯定了“链接轰炸”的观点。
2004年，“搜索引擎观察”网站声称，这个概念应该叫做“链接轰炸”，因为其影响力已经超过Google。
尽管如此，“Google bombing”作为一个新词已经加入进2005年5月的新牛津美语词典。
由於「Google轟炸」對於搜尋者和被搜尋的對象有不小的困擾，Google公司已於2007年1月25日在官方Blog上宣佈利用新的技術把「Google轟炸」剔除。根據相關報導，Google會新增篩選機制，把會誤導使用者的連結去除。